# Nootka-Verwerfungszone
Die Nootka-Verwerfungszone  (Nootka Fault) ist eine Transformstörung im Pazifischen Ozean südwestlich von Nootka Island und westlich von Vancouver Island in Kanada.
Die Zone, deren aktiver Teil etwa 20 Kilometer lang ist, liegt an der Grenze zwischen zwei Lithosphärenplatten: der Explorer-Platte und der Juan-de-Fuca-Platte. Sie ist von einer mehrere Hundert Metern dicke Sedimentschicht bedeckt. In der Verwerfungszone, die sich auf dem Festland fortsetzt, liegt auch der aktive, weitgehend unterseeische Schlammvulkan Maquinna, der etwa 30 Meter aus dem Meer herausragt.